# كلاتة أشيان (بابا امان)
کلاتة أشیان (بالفارسية: کلاته آشیان) هي قرية تقع في إيران في قسم بابا امان الريفي. يقدر عدد سكانها بـ 230 نسمة .